# Cité des sciences et de l'industrie
Cité des sciences et de l'industrie este cel mai mare muzeu de știință din Europa. Situat în Parc de la Villette din Paris, este unul dintre cele trei duzini de centre culturale franceze pentru știință, tehnologie și industrie, care promovează știința și cultura științifică.
Aproximativ cinci milioane de oameni vizitează Cité în fiecare an. Atracțiile includ un planetariu, un submarin (Argonaute), un teatru IMAX (La Géode) și zone speciale pentru copii și adolescenți.
Creat la inițiativa președintelui Valéry Giscard d'Estaing, scopul acestui muzeu este de a disemina cunoștințele științifice și tehnice în societate, în special în rândul tinerilor, și de a promova interesul public pentru știință, cercetare și industrie.